# رحمن‌آباد (بم)
رحمن‌آباد، روستایی در دهستان کرک و نارتیچ بخش بروات شهرستان بم در استان کرمان ایران است.

## جمعیت
بر پایه سرشماری عمومی نفوس و مسکن در سال ۱۳۹۵، جمعیت این روستا برابر با ۹۹ نفر (۲۸ خانوار) بوده‌است.